# 两河站
两河站，位於中华人民共和国山东省青島市黃島區東岳東路地下，是青岛地铁13号线的地铁车站。2018年12月26日开通。兩河站共有3個出入口。